# Gliese 514
 Gliese 514, eller Ross 490, är en ensam stjärna i norra delen av stjärnbilden Jungfrun. Den har en skenbar magnitud av ca 9,05 och kräver ett mindre teleskop för att kunna observeras. Baserat på parallax enligt Gaia Data Release 3 på ca 131,1 mas, beräknas den befinna sig på ett avstånd på ca 25 ljusår (ca 7,6 parsek) från solen. Den rör sig bort från solen med en heliocentrisk radialhastighet på ca 15 km/s. Gliese 514 exakta närhet till solen har varit känd sedan 1988.

## Egenskaper
Gliese 514 är en röd dvärgstjärna i huvudserien av spektralklass M0 Ve. Den har en massa som är ca 0,53 solmassa, en radie som är ca 0,61 solradie och har ca 0,043 gånger solens utstrålning av energi från dess fotosfär vid en effektiv temperatur av minst 2 900 K. Spektrumet för Gliese 514 visar emissionslinjer, men stjärnan själv har en låg stjärnfläcksaktivitet.
Solen beräknas för närvarande passera genom tidvattensvansen på Gliese 514:s Oort-moln. Således kan framtida interstellära objekt som passerar genom solsystemet härröra från Gliese 514.

## Planetsystem
Förekomsten av en exoplanet med en 15-dygns bana runt Gliese 514 misstänktes sedan 2019, men den kunde inte bekräftades. Istället upptäcktes 2022, genom mätning av radialhastighet, en superjordplanet, betecknad Gliese 514 b, med en excentrisk 140-dygns omloppsbana. Planetbanan ligger delvis inom moderstjärnans beboeliga zon med planetjämviktstemperatur, i genomsnitt längs omloppsbana, på 202 ± 11 K.
Överskottet av infraröd strålning från stjärnan tyder också på möjlig närvaro av en stoftskiva i systemet, om än vid ett lågt signal-brusförhållande.
| Planet | Massa          | Halv storaxel (AE) | Siderisk omloppstid (d) | Excentricitet | Inklination | Radie |
| ------ | -------------- | ------------------ | ----------------------- | ------------- | ----------- | ----- |
| b      | ≥ 5,2 ± 0,9 M🜨 | 0,422 +0,014−0,015 | 140,43 ± 0,41           | 0,45 ± 0,14   | -           | -     |